# صندوق بيل ايميرسون للاحتياجات الإنسانية
يعتبر صندوق بيل ايميرسون للاحتياجات الإنسانية احتياطياً استراتيجياً للحبوب على هيئة سلع أو أموال نقدية مُحتفظ بها في صندوق ائتمان لتكملة المعونة الغذائية التي توفرها شركة بى إل. ويمكن أن يصل استيعاب هذا الصندوق إلى 4 ملايين طنًا من القمح والذرة والذرة البيضاء والأرز. ويعد هذا الصندوق خليفة لمنظمة الأمن الغذائى للحفاظ على القمح والتي أنشئت عام 1980، بعد ذلك وسع احتياطي الصندوق ليشمل أيضًا الذرة والأرز والذرة البيضاء بموجب مشروع قانون المزرعة لعام 1996. وسمي إعادة تسميته بصندوق بيل ايميرسون للاحتياجات الإنسانية عام 1998.
لم يقتصر هذا الصندوق على حفظ السلع والحبوب فقط بل امتد أيضًا إلى حفظ النقود، ويتم صرف هذه النقود في الحالات الطارئة عند عجز السلع الغذائية عن تلبية الاحتياجات. سمي باسم عضو الكونجرس الأمريكى بيل ايميرسون الذي خدم في مجلس النواب من عام 1981 حتى وفاته عام 1996.
في عام 2008 ومع ارتفاع أسعار الغذاء العالمية، بيعت السلع المتبقية التي تبلغ تقريبا 915000 طن. ومنذ ذلك الحين اقتصر عمل الصندوق فقط على حفظ الاحتياطي النقدي وبعض الضمانات والأدوات قصيرة المدى. ويسمح هذا الصندوق لمكتب الوكالة الأمريكية للتنمية العالمية بالاستجابة للأزمات الغذائية في البلدان الأخرى و استخدام الاحتياطى النقدى لمنع حدوث المجاعات. وبما أن احتياطى الصندوق من السلع الغذائية قد نفذ؛ فإنه يستطيع الاستجابة لأزمات الغذاء المحلية خارج الولايات المتحدة، ولكن ليس إلى الأزمات العالمية التي قد تؤثر على الولايات المتحدة نفسها.